# 平佐洛
平佐洛（義大利語：Pinzolo），是意大利特伦托自治省的一个市镇。总面积69平方公里，人口3132人，人口密度45.4人/平方公里（2009年）。ISTAT代码为022143。